# Johnny Abbes
Johnny Abbes García (27 de marzo de 1924, Santo Domingo-30 de mayo de 1967,  Haití) fue un militar dominicano del siglo XX, hijo de George Abbes, alemán, y de Altagracia García Alardo, dominicana.
Fue el jefe del Servicio de Inteligencia Militar (SIM) durante la dictadura de Rafael Leónidas Trujillo en la República Dominicana. El SIM fue una poderosa organización que aterrorizaba a la población con crímenes y torturas, teniendo en su nómina a miles de agentes secretos diseminados en todo el país, entre los que había desde limpiabotas hasta altos funcionarios públicos y militares de alto rango.
Entre sus funciones estaban la de vigilar a la población a través de métodos para atemorizarla, delatar a los detractores de Trujillo y torturarles, etc. El SIM tenía varios centros de torturas donde se sometía a los prisioneros a los más crueles e infernales suplicios introducidos por Johnny Abbes. «La Cárcel de la 40» era uno de los principales centros de torturas.
Abbes también fue cronista deportivo y ocupó altos cargos en el Comité Olímpico Dominicano (COD), desempeñando una labor excelente en su cargo, a la vez que participó en círculos literarios.

## Acercamiento con Trujillo
Para alcanzar su rango escribió una carta a Rafael Leónidas Trujillo retándolo a que lo probara, sabiendo que a Trujillo no se le podía desafiar, y apenas dos días más tarde ya estaba trabajando para el Generalísimo.

## Sus planes
El nivel de la crueldad y del sadismo de Abbes es legendario. Por manos del mismo Abbes fueron torturados y asesinados muchos de los disidentes que fueron encarcelados por los servicios de inteligencia dominicanos. Durante los últimos tres años de la dictadura, Johnny Abbes era la persona que más influía sobre Trujillo y el que mejor armonizó con esos oscuros y perversos sentimientos que acompañaban al dictador.
Se encariñó tanto con su oficio de verdugo, que se le veía recorrer el palacio con un libro en el que se narraban las torturas inventadas desde los tiempos de los mandarines chinos hasta las de los campos de concentración de la Alemania hitleriana.
Para la salud del régimen, la hegemonía de Johnny Abbes García coincidió con el desequilibrio psíquico que produjeron en Trujillo las invasiones de Constanza, Maimón y Estero Hondo, en 1959, hechos en los que participaron muchos hijos de familias que habían contribuido a formar su «Era» y que habían colaborado estrechamente con el dictador, en aquellos días en que el país gozó con mayor amplitud de esa larga «paz octaviana».
Entre las crueldades cometidas por Johnny Abbes, se señalan las siguientes:
- Apresamiento, tortura, asesinato y desaparición de los jóvenes de la Unión de Grupos Revolucionarios Independiente (U.G.R.I) de la ciudad de Santiago de los Caballeros. Dicha grupo, liderado por el joven estudiante revolucionario Wenceslao Marcial Guillén Pérez,[5] fue atacado tras difundir un panfleto en el que llamaban a la revolución y libertad del pueblo dominicano, mientras al dorso del mismo se hizo uso de una expresión que ofendía directamente a la figura de Trujillo. Johnny Abbes nombró al grupo, en tono de burla, como «Los Panfleteros de Santiago», apodo que les sobrevivió y que dejó casi en el olvido el nombre de U.G.R.I
- La planificación del asesinato salvaje con palos y objetos contundentes de las hermanas Mirabal en 1960.
- El atentado del presidente de Venezuela, Rómulo Betancourt, el 24 de junio de 1960.

## Muerte
El último de los colaboradores de Trujillo fue Johnny Abbes García, hombre joven e inquieto cuya figura se proyecta en la hora crepuscular de Trujillo, como la de una oveja negra. Los servicios de seguridad del régimen, en la época más turbulenta de sus 30 años de duración, fueron colocados casi discrecionalmente en sus manos.
Después del atentado que acabó con la vida de Trujillo en 1961, el entonces presidente Joaquín Balaguer lo nombró rápidamente como cónsul en Japón para hacer desaparecer esa organización. Balaguer, en el momento de desaparecer el SIM, dijo: «Los calieses y el SIM, esa horrible organización, queda extirpada de la sociedad dominicana».
Abbes se convirtió en una clase de nómada que vagaba alrededor de Europa, antes de regresar finalmente al Caribe, más exactamente a Haití. Allí comenzó a trabajar como consejero de la seguridad para François Duvalier, apodado «Papa Doc», el entonces dictador de ese país. Cayó en desgracia con Duvalier, quien mandó a un escuadrón a asesinarlo en su propia casa. El escuadrón mató a tiros a Abbes junto con toda su familia y luego voló la casa con una explosión. Algunos rumores dicen que Abbes sobrevivió y cambió de identidad.

## En la cultura
Las acciones torturadoras de Abbes se narran en las novelas del conocido autor Mario Vargas Llosa La Fiesta del Chivo y Tiempos recios. También se menciona abundantemente en el libro «La rapsodia del crimen: Trujillo vs. Castillo Armas» de Tony Raful (2017).